# Кубок Америки з футболу 2019 (склади)
У цій статті перераховані склади національних футбольних збірних на Кубку Америки в Бразилії, який пройде з 14 червня по 7 липня 2019 року.
Остаточні заявки збірних повинні були включати в себе 23 гравців, троє з яких — воротарі, і заявка повинна мала бути представлена до 31 травня 2019 року.
Інформація про клуби і вік футболістів указані станом на день початку турніру.
| Група A                         | Група B                           | Група C                     |
| ------------------------------- | --------------------------------- | --------------------------- |
| Бразилія Болівія Венесуела Перу | Аргентина Колумбія Парагвай Катар | Уругвай Еквадор Японія Чилі |

## Група A

### Бразилія
Головний тренер:  Тіте
Заявка збірної з 23 гравців була оголошена 17 травня 2019.
| №  | Поз. | Гравець                | Дата народження (вік)         | Ігри | Голи | Клуб                  |
| -- | ---- | ---------------------- | ----------------------------- | ---- | ---- | --------------------- |
| 1  | ВР   | Алісон                 | 2 жовтня 1992 (вік 26 років)  | 35   | 0    | Ліверпуль             |
| 2  | ЗХ   | Тіагу Сілва            | 22 вересня 1984 (вік 34 роки) | 78   | 6    | Парі Сен-Жермен       |
| 3  | ЗХ   | Міранда                | 7 вересня 1984 (вік 34 роки)  | 55   | 3    | Інтернаціонале        |
| 4  | ЗХ   | Маркос Аоас Корреа     | 14 травня 1994 (вік 25 років) | 34   | 1    | Парі Сен-Жермен       |
| 5  | ПЗ   | Каземіро               | 23 лютого 1992 (вік 27 років) | 34   | 0    | Реал Мадрид           |
| 6  | ЗХ   | Філіпе Луїс Касмірскі  | 9 серпня 1985 (вік 33 роки)   | 38   | 2    | Атлетіко (Мадрид)     |
| 7  | НП   | Давід Нерес            | 3 березня 1997 (вік 22 роки)  | 1    | 0    | Аякс                  |
| 8  | ПЗ   | Артур                  | 12 серпня 1996 (вік 22 роки)  | 8    | 0    | Барселона             |
| 9  | НП   | Габріел Жезус          | 3 квітня 1997 (вік 22 роки)   | 27   | 13   | Манчестер Сіті        |
| 10 | НП   | Вілліан                | 9 серпня 1988 (вік 30 років)  | 63   | 8    | Челсі                 |
| 11 | ПЗ   | Філіппе Коутінью       | 12 червня 1992 (вік 27 років) | 47   | 13   | Барселона             |
| 12 | ЗХ   | Алекс Сандро           | 26 січня 1991 (вік 28 років)  | 14   | 1    | Ювентус               |
| 13 | ЗХ   | Даніел Алвес (капітан) | 6 травня 1983 (вік 36 років)  | 107  | 7    | Парі Сен-Жермен       |
| 14 | ЗХ   | Едер Мілітан           | 18 січня 1998 (вік 21 рік)    | 2    | 0    | Порту                 |
| 15 | ПЗ   | Аллан                  | 8 січня 1991 (вік 28 років)   | 3    | 0    | Наполі                |
| 16 | ВР   | Кассіо                 | 6 червня 1987 (вік 32 роки)   | 1    | 0    | Корінтіанс            |
| 17 | ПЗ   | Фернандінью            | 4 травня 1985 (вік 34 роки)   | 49   | 2    | Манчестер Сіті        |
| 18 | ПЗ   | Лукас Пакета           | 27 серпня 1997 (вік 21 рік)   | 4    | 1    | Мілан                 |
| 19 | НП   | Евертон                | 22 березня 1996 (вік 23 роки) | 4    | 0    | Греміо (Порту-Алегрі) |
| 20 | НП   | Роберто Фірміно        | 2 жовтня 1991 (вік 27 років)  | 31   | 9    | Ліверпуль             |
| 21 | НП   | Рішарлісон             | 10 травня 1997 (вік 22 роки)  | 8    | 3    | Евертон               |
| 22 | ЗХ   | Фагнер                 | 11 червня 1989 (вік 30 років) | 9    | 0    | Корінтіанс            |
| 23 | ВР   | Едерсон                | 17 серпня 1993 (вік 25 років) | 4    | 0    | Манчестер Сіті        |

### Болівія
Головний тренер:  Едуардо Вільєгас
Заявка збірної з 23 гравців була оголошена 31 травня 2019.
| №  | Поз. | Гравець             | Дата народження (вік)           | Ігри | Голи | Клуб                  |
| -- | ---- | ------------------- | ------------------------------- | ---- | ---- | --------------------- |
| 1  | ВР   | Карлос Лампе        | 17 березня 1987 (вік 32 роки)   | 25   | 0    | Сан-Хосе              |
| 2  | ЗХ   | Сауль Торрес        | 22 березня 1990 (вік 29 років)  | 2    | 0    | Насіональ (Потосі)    |
| 3  | ПЗ   | Алехандро Чумасеро  | 22 квітня 1991 (вік 28 років)   | 40   | 2    | Пуебла                |
| 4  | ЗХ   | Луїс Акін           | 15 листопада 1997 (вік 21 рік)  | 12   | 1    | Пуебла                |
| 5  | ЗХ   | Маріо Куельяр       | 5 травня 1989 (вік 30 років)    | 2    | 0    | Орієнте Петролеро     |
| 6  | ПЗ   | Ервін Сааведра      | 22 лютого 1996 (вік 23 роки)    | 17   | 0    | Болівар               |
| 7  | ПЗ   | Леонель Хустіньяно  | 2 липня 1992 (вік 26 років)     | 16   | 0    | Болівар               |
| 8  | ЗХ   | Дієго Бехарано      | 24 серпня 1991 (вік 27 років)   | 25   | 2    | Болівар               |
| 9  | НП   | Марсело Мартінс     | 18 червня 1987 (вік 31 рік)     | 72   | 17   | Шицзячжуан Евер Брайт |
| 10 | ПЗ   | Самуель Галіндо     | 18 квітня 1992 (вік 27 років)   | 7    | 0    | Олвейз Реді           |
| 11 | НП   | Леонардо Васа       | 24 листопада 1995 (вік 23 роки) | 11   | 1    | Блумінг               |
| 12 | ВР   | Рубен Кордано       | 16 жовтня 1998 (вік 20 років)   | 1    | 0    | Блумінг               |
| 13 | ЗХ   | Хосе Марія Карраско | 16 серпня 1997 (вік 21 рік)     | 0    | 0    | Блумінг               |
| 14 | ПЗ   | Рауль Кастро        | 19 серпня 1989 (вік 29 років)   | 18   | 0    | Зе Стронгест          |
| 15 | ПЗ   | Пауль Арано         | 23 лютого 1995 (вік 24 роки)    | 0    | 0    | Блумінг               |
| 16 | ПЗ   | Дієго Ваяр          | 15 жовтня 1993 (вік 25 років)   | 2    | 0    | Зе Стронгест          |
| 17 | ЗХ   | Марвін Бехарано     | 6 березня 1988 (вік 31 рік)     | 37   | 0    | Зе Стронгест          |
| 18 | НП   | Джильберт Альварес  | 7 квітня 1992 (вік 27 років)    | 19   | 3    | Хорхе Вільстерман     |
| 19 | НП   | Родріго Рамальйо    | 14 жовтня 1990 (вік 28 років)   | 15   | 2    | Сан-Хосе              |
| 20 | ПЗ   | Фернандо Сауседо    | 15 березня 1990 (вік 29 років)  | 5    | 0    | Хорхе Вільстерман     |
| 21 | ЗХ   | Роберто Фернандес   | 12 липня 1999 (вік 19 років)    | 1    | 0    | Блумінг               |
| 22 | ЗХ   | Адріан Хусіно       | 9 липня 1992 (вік 26 років)     | 3    | 0    | Болівар               |
| 23 | ВР   | Хав'єр Рохас        | 14 січня 1996 (вік 23 роки)     | 0    | 0    | Насіональ (Потосі)    |

### Венесуела
Головний тренер:  Рафаель Дудамель
Заявка збірної з 23 гравців була оголошена 30 травня 2019.
| №  | Поз. | Гравець                | Дата народження (вік)            | Ігри | Голи | Клуб                 |
| -- | ---- | ---------------------- | -------------------------------- | ---- | ---- | -------------------- |
| 1  | ВР   | Вуїлькер Фаріньєс      | 15 лютого 1998 (вік 21 рік)      | 12   | 0    | Мільйонаріос         |
| 2  | ЗХ   | Мікель Вільянуева      | 14 квітня 1993 (вік 26 років)    | 18   | 2    | Хімнастік            |
| 3  | ЗХ   | Йордан Осоріо          | 10 травня 1994 (вік 25 років)    | 8    | 0    | Віторія (Гімарайнш)  |
| 4  | ЗХ   | Джон Чансельор         | 2 січня 1992 (вік 27 років)      | 10   | 0    | Аль-Аглі (Доха)      |
| 5  | ПЗ   | Хуніор Морено          | 20 липня 1993 (вік 25 років)     | 12   | 1    | Ді Сі Юнайтед        |
| 6  | ПЗ   | Янхель Еррера          | 7 січня 1998 (вік 21 рік)        | 10   | 1    | Уеска                |
| 7  | ПЗ   | Дарвін Мачіс           | 7 лютого 1993 (вік 26 років)     | 14   | 2    | Кадіс                |
| 8  | ПЗ   | Томас Рінкон (капітан) | 13 січня 1988 (вік 31 рік)       | 93   | 1    | Торіно               |
| 9  | НП   | Фернандо Арістегіета   | 9 квітня 1992 (вік 27 років)     | 16   | 1    | Америка де Калі      |
| 10 | ПЗ   | Джефферсон Саваріно    | 11 листопада 1996 (вік 22 роки)  | 7    | 0    | Реал Солт-Лейк       |
| 11 | ПЗ   | Хуан Пабло Аньйор      | 24 січня 1994 (вік 25 років)     | 13   | 1    | Уеска                |
| 12 | ВР   | Хоель Гратероль        | 13 лютого 1997 (вік 22 роки)     | 0    | 0    | Самора               |
| 13 | ПЗ   | Луїс Мануель Сейхас    | 23 червня 1986 (вік 32 роки)     | 67   | 2    | Санта-Фе             |
| 14 | ЗХ   | Луїс Маго              | 15 вересня 1994 (вік 24 роки)    | 4    | 1    | Палестіно            |
| 15 | ПЗ   | Джон Мурільйо          | 21 листопада 1995 (вік 23 роки)  | 20   | 3    | Тондела              |
| 16 | ЗХ   | Роберто Росалес        | 20 листопада 1988 (вік 30 років) | 73   | 1    | Еспаньйол            |
| 17 | НП   | Хосеф Мартінес         | 19 травня 1993 (вік 26 років)    | 47   | 10   | Атланта Юнайтед      |
| 18 | ПЗ   | Адальберто Пеньяранда  | 31 травня 1997 (вік 22 роки)     | 12   | 0    | Вотфорд              |
| 19 | ПЗ   | Аркімедес Фігера       | 06 жовтня 1989 (вік 29 років)    | 22   | 1    | Депортіво Ла Гвайра  |
| 20 | ЗХ   | Рональд Ернандес       | 21 вересня 1997 (вік 21 рік)     | 5    | 0    | Стабек               |
| 21 | ЗХ   | Рольф Фельтшер         | 6 жовтня 1990 (вік 28 років)     | 18   | 0    | Лос-Анджелес Гелаксі |
| 22 | ВР   | Рафаель Ромо           | 25 лютого 1990 (вік 29 років)    | 11   | 0    | АПОЕЛ                |
| 23 | НП   | Саломон Рондон         | 16 вересня 1989 (вік 29 років)   | 71   | 22   | Ньюкасл Юнайтед      |

### Перу
Головний тренер:  Рікардо Гарека
Заявка збірної з 23 гравців була оголошена 30 травня 2019.
| №  | Поз. | Гравець                 | Дата народження (вік)            | Ігри | Голи | Клуб                 |
| -- | ---- | ----------------------- | -------------------------------- | ---- | ---- | -------------------- |
| 1  | ВР   | Педро Гальєсе           | 23 лютого 1990 (вік 29 років)    | 49   | 0    | Альянса Ліма         |
| 2  | ЗХ   | Луїс Абрам              | 27 лютого 1996 (вік 23 роки)     | 7    | 0    | Велес Сарсфілд       |
| 3  | ЗХ   | Альдо Корсо             | 20 травня 1989 (вік 30 років)    | 27   | 0    | Універсітаріо        |
| 4  | ЗХ   | Андерсон Сантамарія     | 10 січня 1992 (вік 27 років)     | 12   | 0    | Атлас                |
| 5  | ЗХ   | Мігель Араухо           | 24 жовтня 1994 (вік 24 роки)     | 13   | 0    | Тальєрес             |
| 6  | ЗХ   | Мігель Трауко           | 25 серпня 1992 (вік 26 років)    | 37   | 0    | Фламенгу             |
| 7  | ПЗ   | Паоло Уртадо            | 27 липня 1990 (вік 28 років)     | 37   | 3    | Коньяспор            |
| 8  | ПЗ   | Крістіан Куева          | 23 листопада 1991 (вік 27 років) | 54   | 9    | Сантус               |
| 9  | НП   | Паоло Герреро (капітан) | 1 січня 1984 (вік 35 років)      | 89   | 35   | Інтернасьйонал       |
| 10 | НП   | Джефферсон Фарфан       | 26 жовтня 1984 (вік 34 роки)     | 92   | 26   | Локомотив (Москва)   |
| 11 | НП   | Рауль Руйдіас           | 25 липня 1990 (вік 28 років)     | 37   | 4    | Сіетл Саундерз       |
| 12 | ВР   | Карлос Каседа           | 27 вересня 1991 (вік 27 років)   | 6    | 0    | Мельгар              |
| 13 | ПЗ   | Ренато Тапія            | 28 липня 1995 (вік 23 роки)      | 41   | 3    | Віллем II            |
| 14 | НП   | Енді Поло               | 29 вересня 1994 (вік 24 роки)    | 24   | 1    | Портленд Тімберз     |
| 15 | ЗХ   | Карлос Самбрано         | 10 липня 1989 (вік 29 років)     | 43   | 4    | Базель               |
| 16 | ПЗ   | Хесус Претель           | 26 березня 1999 (вік 20 років)   | 0    | 0    | Спортінг Крістал     |
| 17 | ЗХ   | Луїс Адвінкула          | 2 березня 1990 (вік 29 років)    | 77   | 1    | Райо Вальєкано       |
| 18 | НП   | Андре Каррільйо         | 14 червня 1991 (вік 28 років)    | 58   | 6    | Аль-Хіляль (Ер-Ріяд) |
| 19 | ПЗ   | Йосімар Йотун           | 7 квітня 1990 (вік 29 років)     | 85   | 2    | Крус Асуль           |
| 20 | ПЗ   | Едісон Флорес           | 15 травня 1994 (вік 25 років)    | 41   | 11   | Монаркас             |
| 21 | ВР   | Патрісіо Альварес       | 24 січня 1994 (вік 25 років)     | 0    | 0    | Спортінг Крістал     |
| 22 | ЗХ   | Александер Кальєнс      | 4 травня 1992 (вік 27 років)     | 13   | 1    | Нью-Йорк Сіті        |
| 23 | ПЗ   | Крістофер Гонсалес      | 12 жовтня 1992 (вік 26 років)    | 10   | 1    | Спортінг Крістал     |

## Група B

### Аргентина
Головний тренер:  Ліонель Скалоні
Заявка збірної з 23 гравців була оголошена 20 травня 2019.
| №  | Поз. | Гравець           | Дата народження (вік)            | Ігри | Голи | Клуб                |
| -- | ---- | ----------------- | -------------------------------- | ---- | ---- | ------------------- |
| 1  | ВР   | Франко Армані     | 16 жовтня 1986 (вік 32 роки)     | 4    | 0    | Рівер Плейт         |
| 2  | ЗХ   | Хуан Фойт         | 12 січня 1998 (вік 21 рік)       | 2    | 0    | Тоттенгем Готспур   |
| 3  | ЗХ   | Ніколас Тальяфіко | 31 серпня 1992 (вік 26 років)    | 13   | 0    | Аякс                |
| 4  | ЗХ   | Мілтон Каско      | 11 квітня 1988 (вік 31 рік)      | 2    | 0    | Рівер Плейт         |
| 5  | ПЗ   | Леандро Паредес   | 29 червня 1994 (вік 24 роки)     | 11   | 1    | Парі Сен-Жермен     |
| 6  | ЗХ   | Херман Песселья   | 27 червня 1991 (вік 27 років)    | 7    | 1    | Фіорентіна          |
| 7  | ПЗ   | Роберто Перейра   | 7 січня 1991 (вік 28 років)      | 15   | 1    | Вотфорд             |
| 8  | ЗХ   | Маркос Акунья     | 28 жовтня 1991 (вік 27 років)    | 17   | 0    | Спортінг (Лісабон)  |
| 9  | НП   | Серхіо Агуеро     | 2 червня 1988 (вік 31 рік)       | 89   | 39   | Манчестер Сіті      |
| 10 | НП   | Ліонель Мессі     | 24 червня 1987 (вік 31 рік)      | 129  | 65   | Барселона           |
| 11 | ПЗ   | Анхель Ді Марія   | 14 лютого 1988 (вік 31 рік)      | 97   | 20   | Парі Сен-Жермен     |
| 12 | ВР   | Агустін Марчесін  | 16 березня 1988 (вік 31 рік)     | 4    | 0    | Америка             |
| 13 | ЗХ   | Раміро Фунес Морі | 5 березня 1991 (вік 28 років)    | 24   | 2    | Вільярреал          |
| 14 | ПЗ   | Гвідо Родрігес    | 12 квітня 1994 (вік 25 років)    | 2    | 0    | Америка             |
| 15 | ПЗ   | Есек'єль Паласіос | 5 жовтня 1998 (вік 20 років)     | 2    | 0    | Рівер Плейт         |
| 16 | ПЗ   | Родріго Де Пауль  | 24 травня 1994 (вік 25 років)    | 4    | 0    | Удінезе             |
| 17 | ЗХ   | Ніколас Отаменді  | 12 лютого 1988 (вік 31 рік)      | 59   | 4    | Манчестер Сіті      |
| 18 | ЗХ   | Ренсо Саравія     | 16 липня 1993 (вік 25 років)     | 3    | 0    | Расінг (Авельянеда) |
| 19 | НП   | Матіас Суарес     | 9 травня 1988 (вік 31 рік)       | 2    | 0    | Рівер Плейт         |
| 20 | ПЗ   | Джовані Ло Чельсо | 9 квітня 1996 (вік 23 роки)      | 12   | 1    | Реал Бетіс          |
| 21 | НП   | Пауло Дибала      | 15 листопада 1993 (вік 25 років) | 19   | 1    | Ювентус             |
| 22 | НП   | Лаутаро Мартінес  | 22 серпня 1997 (вік 21 рік)      | 5    | 2    | Інтернаціонале      |
| 23 | ВР   | Естебан Андрада   | 26 січня 1991 (вік 28 років)     | 1    | 0    | Бока Хуніорс        |

### Колумбія
Головний тренер:  Карлуш Кейрош
Заявка збірної з 23 гравців була оголошена 30 травня 2019.
| №  | Поз. | Гравець          | Дата народження (вік)          | Ігри | Голи | Клуб                    |
| -- | ---- | ---------------- | ------------------------------ | ---- | ---- | ----------------------- |
| 1  | ВР   | Давід Оспіна     | 31 серпня 1988 (вік 30 років)  | 94   | 0    | Наполі                  |
| 2  | ЗХ   | Крістіан Сапата  | 30 вересня 1986 (вік 32 роки)  | 56   | 2    | Мілан                   |
| 3  | ЗХ   | Стефан Медіна    | 14 червня 1992 (вік 27 років)  | 10   | 0    | Монтеррей               |
| 4  | ЗХ   | Сантьяго Аріас   | 13 січня 1992 (вік 27 років)   | 48   | 0    | Атлетіко (Мадрид)       |
| 5  | ПЗ   | Вільмар Барріос  | 16 жовтня 1993 (вік 25 років)  | 19   | 0    | Зеніт (Санкт-Петербург) |
| 6  | ЗХ   | Вільям Тесільо   | 2 лютого 1990 (вік 29 років)   | 4    | 0    | Леон                    |
| 7  | НП   | Дуван Сапата     | 1 квітня 1991 (вік 28 років)   | 7    | 0    | Аталанта                |
| 8  | ПЗ   | Едвін Кардона    | 8 грудня 1992 (вік 26 років)   | 33   | 5    | Пачука                  |
| 9  | НП   | Радамель Фалькао | 10 лютого 1986 (вік 33 роки)   | 83   | 33   | Монако                  |
| 10 | ПЗ   | Хамес Родрігес   | 12 липня 1991 (вік 27 років)   | 70   | 22   | Баварія (Мюнхен)        |
| 11 | ПЗ   | Хуан Куадрадо    | 26 травня 1988 (вік 31 рік)    | 78   | 8    | Ювентус                 |
| 12 | ВР   | Каміло Варгас    | 9 березня 1989 (вік 30 років)  | 6    | 0    | Депортіво Калі          |
| 13 | ЗХ   | Єррі Міна        | 23 вересня 1994 (вік 24 роки)  | 17   | 6    | Евертон                 |
| 14 | НП   | Луїс Діас        | 13 січня 1997 (вік 22 роки)    | 3    | 1    | Хуніор де Барранкілья   |
| 15 | ПЗ   | Матеус Урібе     | 21 березня 1991 (вік 28 років) | 17   | 0    | Америка                 |
| 16 | ПЗ   | Джефферсон Лерма | 25 жовтня 1994 (вік 24 роки)   | 10   | 0    | Борнмут                 |
| 17 | ЗХ   | Крістіан Борха   | 18 лютого 1993 (вік 26 років)  | 3    | 0    | Спортінг (Лісабон)      |
| 18 | ПЗ   | Густаво Куельяр  | 14 жовтня 1992 (вік 26 років)  | 5    | 0    | Фламенгу                |
| 19 | НП   | Луїс Мур'єль     | 16 квітня 1991 (вік 28 років)  | 24   | 2    | Фіорентіна              |
| 20 | НП   | Роджер Мартінес  | 23 червня 1994 (вік 24 роки)   | 7    | 1    | Америка                 |
| 21 | ЗХ   | Джон Лукумі      | 26 червня 1998 (вік 20 років)  | 0    | 0    | Генк                    |
| 22 | ВР   | Альваро Монтеро  | 29 березня 1995 (вік 24 роки)  | 0    | 0    | Депортес Толіма         |
| 23 | ЗХ   | Давінсон Санчес  | 12 червня 1996 (вік 23 роки)   | 19   | 0    | Тоттенгем Готспур       |

### Парагвай
Головний тренер:  Едуардо Беріссо
Заявка збірної з 23 гравців була оголошена 29 травня 2019.
| №  | Поз. | Гравець            | Дата народження (вік)          | Ігри | Голи | Клуб                       |
| -- | ---- | ------------------ | ------------------------------ | ---- | ---- | -------------------------- |
| 1  | ВР   | Ентоні Сільва      | 27 лютого 1984 (вік 35 років)  | 27   | 0    | Уракан                     |
| 2  | ЗХ   | Іван Піріс         | 10 березня 1989 (вік 30 років) | 25   | 0    | Лібертад                   |
| 3  | ЗХ   | Густаво Гомес      | 6 травня 1993 (вік 26 років)   | 31   | 2    | Палмейрас                  |
| 4  | ЗХ   | Фабіан Бальбуена   | 23 серпня 1991 (вік 27 років)  | 9    | 0    | Вест Гем Юнайтед           |
| 5  | ЗХ   | Бруно Вальдес      | 6 жовтня 1992 (вік 26 років)   | 24   | 1    | Америка                    |
| 6  | ПЗ   | Річард Санчес      | 29 березня 1996 (вік 23 роки)  | 3    | 0    | Олімпія (Асунсьйон)        |
| 7  | НП   | Хуан Ітурбе        | 4 червня 1993 (вік 26 років)   | 9    | 0    | УНАМ Пумас                 |
| 8  | ПЗ   | Хуан Родріго Рохас | 9 квітня 1988 (вік 31 рік)     | 19   | 0    | Олімпія (Асунсьйон)        |
| 9  | НП   | Оскар Кардосо      | 20 травня 1983 (вік 36 років)  | 51   | 10   | Лібертад                   |
| 10 | НП   | Дерліс Гонсалес    | 20 березня 1994 (вік 25 років) | 32   | 5    | Сантус                     |
| 11 | НП   | Федеріко Сантандер | 4 червня 1991 (вік 28 років)   | 17   | 2    | Болонья                    |
| 12 | ВР   | Хуніор Фернандес   | 29 березня 1988 (вік 31 рік)   | 7    | 0    | Ботафого                   |
| 13 | ЗХ   | Хуніор Алонсо      | 9 лютого 1993 (вік 26 років)   | 20   | 1    | Бока Хуніорс               |
| 14 | ЗХ   | Хуан Ескобар       | 3 липня 1995 (вік 23 роки)     | 2    | 0    | Серро Портеньйо            |
| 15 | ПЗ   | Матіас Рохас       | 3 листопада 1995 (вік 23 роки) | 2    | 0    | Дефенса і Хустісія         |
| 16 | ПЗ   | Сельсо Ортіс       | 26 січня 1989 (вік 30 років)   | 16   | 0    | Монтеррей                  |
| 17 | ПЗ   | Ернан Перес        | 25 лютого 1989 (вік 30 років)  | 33   | 2    | Еспаньйол                  |
| 18 | ПЗ   | Річард Ортіс       | 22 травня 1990 (вік 29 років)  | 32   | 6    | Олімпія (Асунсьйон)        |
| 19 | НП   | Сесіліо Домінгес   | 11 серпня 1994 (вік 24 роки)   | 13   | 0    | Індепендьєнте (Авельянеда) |
| 20 | ЗХ   | Іван Торрес        | 27 лютого 1991 (вік 28 років)  | 0    | 0    | Олімпія (Асунсьйон)        |
| 21 | НП   | Оскар Ромеро       | 4 липня 1992 (вік 26 років)    | 38   | 3    | Шанхай Шеньхуа             |
| 22 | ВР   | Альфонсо Агілар    | 18 липня 1988 (вік 30 років)   | 1    | 0    | Олімпія (Асунсьйон)        |
| 23 | ПЗ   | Мігель Альмірон    | 10 лютого 1994 (вік 25 років)  | 16   | 0    | Ньюкасл Юнайтед            |

### Катар
Головний тренер:  Фелікс Санчес
Заявка збірної з 23 гравців була оголошена 29 травня 30 травня 2019
| №  | Поз. | Гравець                     | Дата народження (вік)           | Ігри | Голи | Клуб        |
| -- | ---- | --------------------------- | ------------------------------- | ---- | ---- | ----------- |
| 1  | ВР   | Саад аш-Шіб                 | 19 лютого 1990 (вік 29 років)   | 52   | 0    | Ас-Садд     |
| 2  | ЗХ   | Ро-Ро                       | 6 серпня 1990 (вік 28 років)    | 44   | 1    | Ас-Садд     |
| 3  | ЗХ   | Абделькарім Хассан          | 28 серпня 1993 (вік 25 років)   | 83   | 10   | Ас-Садд     |
| 4  | ЗХ   | Аль-Махді Алі Мухтар        | 2 березня 1992 (вік 27 років)   | 35   | 3    | Аль-Гарафа  |
| 5  | ЗХ   | Тарек Салман                | 5 грудня 1997 (вік 21 рік)      | 19   | 0    | Ас-Садд     |
| 6  | ПЗ   | Абдулазіз Хатем             | 28 жовтня 1990 (вік 28 років)   | 56   | 3    | Аль-Гарафа  |
| 7  | НП   | Ахмед Алаелдін              | 31 січня 1993 (вік 26 років)    | 23   | 1    | Аль-Гарафа  |
| 8  | ЗХ   | Хамід Ісмаїл                | 16 червня 1986 (вік 32 роки)    | 62   | 1    | Ас-Садд     |
| 9  | ПЗ   | Абдулла Аль-Ахрак           | 10 травня 1997 (вік 22 роки)    | 3    | 0    | Аль-Духаїль |
| 10 | НП   | Хассан аль-Хайдос (капітан) | 11 грудня 1990 (вік 28 років)   | 119  | 26   | Ас-Садд     |
| 11 | НП   | Акрам Афіф                  | 18 листопада 1996 (вік 22 роки) | 46   | 12   | Ас-Садд     |
| 12 | ПЗ   | Карім Будіаф                | 16 вересня 1990 (вік 28 років)  | 68   | 4    | Аль-Духаїль |
| 13 | ЗХ   | Тамім аль-Мухаза            | 21 липня 1996 (вік 22 роки)     | 1    | 0    | Аль-Гарафа  |
| 14 | ПЗ   | Салем аль-Хаджрі            | 10 квітня 1996 (вік 23 роки)    | 9    | 0    | Ас-Садд     |
| 15 | ЗХ   | Бассам аль-Раві             | 16 грудня 1997 (вік 21 рік)     | 19   | 2    | Аль-Духаїль |
| 16 | ПЗ   | Буалем Хухі                 | 9 липня 1990 (вік 28 років)     | 60   | 16   | Ас-Садд     |
| 17 | ПЗ   | Ахмед Моеїн                 | 20 жовтня 1995 (вік 23 роки)    | 4    | 0    | Катар СК    |
| 18 | ПЗ   | Ахмед Фатехі                | 25 січня 1993 (вік 26 років)    | 10   | 0    | Аль-Арабі   |
| 19 | НП   | Алмоез Алі                  | 19 серпня 1996 (вік 22 роки)    | 39   | 19   | Аль-Духаїль |
| 20 | ПЗ   | Алі Афіф                    | 20 січня 1988 (вік 31 рік)      | 54   | 10   | Аль-Духаїль |
| 21 | ВР   | Юсеф Хассан                 | 24 травня 1996 (вік 23 роки)    | 6    | 0    | Аль-Гарафа  |
| 22 | ВР   | Мохаммед аль-Бакрі          | 28 березня 1997 (вік 22 роки)   | 2    | 0    | Аль-Хор     |
| 23 | ЗХ   | Ассім Мадібо                | 22 жовтня 1996 (вік 22 роки)    | 21   | 0    | Аль-Духаїль |

## Група C

### Уругвай
Головний тренер:  Оскар Табарес
Заявка збірної з 23 гравців була оголошена 30 травня 2019.
| №  | Поз. | Гравець                | Дата народження (вік)          | Ігри | Голи | Клуб                       |
| -- | ---- | ---------------------- | ------------------------------ | ---- | ---- | -------------------------- |
| 1  | ВР   | Фернандо Муслера       | 16 червня 1986 (вік 32 роки)   | 107  | 0    | Галатасарай                |
| 2  | ЗХ   | Хосе Марія Хіменес     | 20 січня 1995 (вік 24 роки)    | 49   | 7    | Атлетіко (Мадрид)          |
| 3  | ЗХ   | Дієго Годін (капітан)  | 16 лютого 1986 (вік 33 роки)   | 126  | 8    | Атлетіко (Мадрид)          |
| 4  | ЗХ   | Джованні Гонсалес      | 20 вересня 1994 (вік 24 роки)  | 2    | 0    | Пеньяроль                  |
| 5  | ПЗ   | Матіас Весіно          | 24 серпня 1991 (вік 27 років)  | 33   | 3    | Інтернаціонале             |
| 6  | ПЗ   | Родріго Бентанкур      | 25 червня 1997 (вік 21 рік)    | 18   | 0    | Ювентус                    |
| 7  | ПЗ   | Ніколас Лодейро        | 21 березня 1989 (вік 30 років) | 56   | 4    | Сіетл Саундерз             |
| 8  | ПЗ   | Наїтан Нандес          | 28 грудня 1995 (вік 23 роки)   | 22   | 0    | Бока Хуніорс               |
| 9  | НП   | Луїс Альберто Суарес   | 24 січня 1987 (вік 32 роки)    | 106  | 55   | Барселона                  |
| 10 | ПЗ   | Хьорхіан Де Арраскаета | 1 червня 1994 (вік 25 років)   | 19   | 2    | Фламенгу                   |
| 11 | НП   | Крістіан Стуані        | 12 жовтня 1986 (вік 32 роки)   | 48   | 8    | Жирона                     |
| 12 | ВР   | Мартін Кампанья        | 29 травня 1989 (вік 30 років)  | 3    | 0    | Індепендьєнте (Авельянеда) |
| 13 | ЗХ   | Марсело Сараччі        | 23 квітня 1998 (вік 21 рік)    | 4    | 0    | РБ Лейпциг                 |
| 14 | ПЗ   | Лукас Торрейра         | 11 лютого 1996 (вік 23 роки)   | 15   | 0    | Арсенал (Лондон)           |
| 15 | ПЗ   | Федеріко Вальверде     | 22 липня 1998 (вік 20 років)   | 9    | 1    | Реал Мадрид                |
| 16 | ПЗ   | Гастон Перейро         | 11 червня 1995 (вік 24 роки)   | 7    | 4    | ПСВ                        |
| 17 | ЗХ   | Дієго Лаксальт         | 7 лютого 1993 (вік 26 років)   | 16   | 0    | Мілан                      |
| 18 | НП   | Максі Гомес            | 14 серпня 1996 (вік 22 роки)   | 11   | 1    | Сельта                     |
| 19 | ЗХ   | Себастьян Коатес       | 7 жовтня 1990 (вік 28 років)   | 34   | 1    | Спортінг (Лісабон)         |
| 20 | НП   | Хонатан Родрігес       | 6 липня 1993 (вік 25 років)    | 14   | 2    | Крус Асуль                 |
| 21 | НП   | Едінсон Кавані         | 14 лютого 1987 (вік 32 роки)   | 109  | 46   | Парі Сен-Жермен            |
| 22 | ЗХ   | Мартін Касерес         | 7 квітня 1987 (вік 32 роки)    | 88   | 4    | Ювентус                    |
| 23 | ВР   | Мартін Сільва          | 25 березня 1983 (вік 36 років) | 11   | 0    | Лібертад                   |

### Еквадор
Головний тренер:  Ернан Даріо Гомес
Заявка збірної з 23 гравців була оголошена 20 травня 2019.
| №  | Поз. | Гравець             | Дата народження (вік)           | Ігри | Голи | Клуб                 |
| -- | ---- | ------------------- | ------------------------------- | ---- | ---- | -------------------- |
| 1  | ВР   | Александер Домінгес | 5 червня 1987 (вік 32 роки)     | 48   | 0    | Велес Сарсфілд       |
| 2  | ЗХ   | Артуро Міна         | 8 жовтня 1990 (вік 28 років)    | 19   | 1    | Єні Малатьяспор      |
| 3  | ЗХ   | Роберт Арболеда     | 22 жовтня 1991 (вік 27 років)   | 13   | 1    | Сан-Паулу            |
| 4  | ЗХ   | Педро Пабло Веласко | 26 вересня 1993 (вік 25 років)  | 6    | 0    | Барселона (Гуаякіль) |
| 5  | ПЗ   | Ромаріо Ібарра      | 24 вересня 1994 (вік 24 роки)   | 7    | 3    | Міннесота Юнайтед    |
| 6  | ЗХ   | Крістіан Рамірес    | 12 серпня 1994 (вік 24 роки)    | 18   | 1    | Краснодар            |
| 7  | ПЗ   | Ренато Ібарра       | 20 січня 1991 (вік 28 років)    | 42   | 1    | Америка              |
| 8  | ПЗ   | Карлос Груесо       | 19 квітня 1995 (вік 24 роки)    | 23   | 0    | Даллас               |
| 9  | НП   | Карлос Гарсес       | 1 березня 1990 (вік 29 років)   | 1    | 0    | Дельфін              |
| 10 | НП   | Анхель Мена         | 21 січня 1988 (вік 31 рік)      | 13   | 1    | Леон                 |
| 11 | ПЗ   | Айртон Пресіадо     | 17 липня 1994 (вік 24 роки)     | 11   | 0    | Сантос Лагуна        |
| 12 | ВР   | Педро Ортіс         | 19 лютого 1990 (вік 29 років)   | 0    | 0    | Дельфін              |
| 13 | НП   | Еннер Валенсія      | 4 листопада 1989 (вік 29 років) | 46   | 27   | УАНЛ Тигрес          |
| 14 | ЗХ   | Ксав'єр Арреага     | 28 вересня 1994 (вік 24 роки)   | 1    | 0    | Сіетл Саундерз       |
| 15 | ПЗ   | Джефферсон Інтріаго | 4 червня 1996 (вік 23 роки)     | 5    | 0    | ЛДУ Кіто             |
| 16 | ПЗ   | Антоніо Валенсія    | 4 серпня 1985 (вік 33 роки)     | 93   | 11   | Манчестер Юнайтед    |
| 17 | ЗХ   | Хосе Кінтеро        | 20 червня 1990 (вік 28 років)   | 1    | 0    | ЛДУ Кіто             |
| 18 | ПЗ   | Джефферсон Орехуела | 14 лютого 1993 (вік 26 років)   | 15   | 0    | ЛДУ Кіто             |
| 19 | ЗХ   | Бедер Кайседо       | 13 травня 1992 (вік 27 років)   | 4    | 0    | Барселона (Гуаякіль) |
| 20 | ПЗ   | Андрес Чикаїса      | 3 квітня 1992 (вік 27 років)    | 0    | 0    | ЛДУ Кіто             |
| 21 | ЗХ   | Габріель Ачільєр    | 24 березня 1985 (вік 34 роки)   | 51   | 1    | Монаркас             |
| 22 | ВР   | Максімо Бангера     | 16 грудня 1985 (вік 33 роки)    | 35   | 0    | Барселона (Гуаякіль) |
| 23 | ПЗ   | Джегсон Мендес      | 26 квітня 1997 (вік 22 роки)    | 7    | 0    | Орландо Сіті         |

### Японія
Головний тренер:  Моріясу Хадзіме
Заявка збірної з 23 гравців була оголошена 24 травня 2019.
| №  | Поз. | Гравець          | Дата народження (вік)           | Ігри | Голи | Клуб                       |
| -- | ---- | ---------------- | ------------------------------- | ---- | ---- | -------------------------- |
| 1  | ВР   | Кавасіма Ейдзі   | 20 березня 1983 (вік 36 років)  | 88   | 0    | Страсбур                   |
| 2  | ЗХ   | Сугіока Даїкі    | 8 вересня 1998 (вік 20 років)   | 0    | 0    | Сьонан Бельмаре            |
| 3  | ПЗ   | Накаяма Юта      | 16 лютого 1997 (вік 22 роки)    | 0    | 0    | Зволле                     |
| 4  | ЗХ   | Ітакура Ко       | 27 січня 1997 (вік 22 роки)     | 0    | 0    | Гронінген                  |
| 5  | ЗХ   | Уеда Наоміті     | 24 жовтня 1994 (вік 24 роки)    | 4    | 0    | Серкль (Брюгге)            |
| 6  | ПЗ   | Ватанабе Кота    | 18 жовтня 1998 (вік 20 років)   | 0    | 0    | Токіо Верді                |
| 7  | ПЗ   | Сібасакі Гаку    | 28 травня 1992 (вік 27 років)   | 34   | 3    | Хетафе                     |
| 8  | ПЗ   | Іто Тацуя        | 26 червня 1997 (вік 21 рік)     | 0    | 0    | Гамбург                    |
| 9  | НП   | Маеда Дайзен     | 20 жовтня 1997 (вік 21 рік)     | 0    | 0    | Мацумото Ямага             |
| 10 | ПЗ   | Накадзіма Сьоя   | 23 серпня 1994 (вік 24 роки)    | 8    | 3    | Аль-Духаїль                |
| 11 | ПЗ   | Мійосі Кодзі     | 26 березня 1997 (вік 22 роки)   | 0    | 0    | Йокогама Ф. Марінос        |
| 12 | ВР   | Кодзіма Рьосуке  | 30 січня 1997 (вік 22 роки)     | 0    | 0    | Ойта Трініта               |
| 13 | НП   | Уеда Аясе        | 28 серпня 1998 (вік 20 років)   | 0    | 0    | Університет Хосей          |
| 14 | ЗХ   | Хара Терукі      | 30 липня 1998 (вік 20 років)    | 0    | 0    | Саган Тосу                 |
| 15 | ЗХ   | Суга Даїкі       | 10 вересня 1998 (вік 20 років)  | 0    | 0    | Хоккайдо Консадолє Саппоро |
| 16 | ЗХ   | Томіясу Такехіро | 5 листопада 1998 (вік 20 років) | 10   | 1    | Сінт-Трейден               |
| 17 | ПЗ   | Мацумото Таїсі   | 22 серпня 1998 (вік 20 років)   | 0    | 0    | Санфрече Хіросіма          |
| 18 | НП   | Окадзакі Сіндзі  | 16 квітня 1986 (вік 33 роки)    | 116  | 50   | Лестер Сіті                |
| 19 | ЗХ   | Івата Томокі     | 7 квітня 1997 (вік 22 роки)     | 0    | 0    | Ойта Трініта               |
| 20 | ПЗ   | Абе Хірокі       | 28 січня 1999 (вік 20 років)    | 0    | 0    | Касіма Антлерс             |
| 21 | ПЗ   | Кубо Такефуса    | 4 червня 2001 (вік 18 років)    | 0    | 0    | Токіо                      |
| 22 | ЗХ   | Тацута Юго       | 21 червня 1998 (вік 20 років)   | 0    | 0    | Сімідзу С-Палс             |
| 23 | ВР   | Осако Кейсуке    | 28 липня 1999 (вік 19 років)    | 0    | 0    | Санфрече Хіросіма          |

### Чилі
Головний тренер:  Рейнальдо Руеда
Заявка збірної з 23 гравців була оголошена 26 травня 2019.
| №  | Поз. | Гравець               | Дата народження (вік)            | Ігри | Голи | Клуб                       |
| -- | ---- | --------------------- | -------------------------------- | ---- | ---- | -------------------------- |
| 1  | ВР   | Габріель Аріас        | 13 вересня 1987 (вік 31 рік)     | 5    | 0    | Расінг (Авельянеда)        |
| 2  | ЗХ   | Оскар Опасо           | 18 жовтня 1990 (вік 28 років)    | 6    | 1    | Коло-Коло                  |
| 3  | ЗХ   | Ігор Ліхновскі        | 7 березня 1994 (вік 25 років)    | 5    | 0    | Крус Асуль                 |
| 4  | ЗХ   | Маурісіо Ісла         | 12 червня 1988 (вік 31 рік)      | 107  | 4    | Фенербахче                 |
| 5  | ЗХ   | Пауло Діас            | 25 серпня 1994 (вік 24 роки)     | 16   | 0    | Аль-Аглі (Джидда)          |
| 6  | ЗХ   | Гільєрмо Маріпан      | 6 травня 1994 (вік 25 років)     | 15   | 2    | Депортіво Алавес           |
| 7  | НП   | Алексіс Санчес        | 19 грудня 1988 (вік 30 років)    | 124  | 41   | Манчестер Юнайтед          |
| 8  | ПЗ   | Артуро Відаль         | 22 травня 1987 (вік 32 роки)     | 107  | 26   | Барселона                  |
| 9  | ПЗ   | Ніколас Кастільйо     | 14 лютого 1993 (вік 26 років)    | 20   | 4    | Америка                    |
| 10 | ПЗ   | Дієго Вальдес         | 30 січня 1994 (вік 25 років)     | 10   | 1    | Сантос Лагуна              |
| 11 | ПЗ   | Едуардо Варгас        | 20 листопада 1989 (вік 29 років) | 82   | 35   | УАНЛ Тигрес                |
| 12 | ВР   | Браян Кортес          | 11 березня 1995 (вік 24 роки)    | 2    | 0    | Коло-Коло                  |
| 13 | ПЗ   | Ерік Пульгар          | 15 січня 1994 (вік 25 років)     | 15   | 0    | Болонья                    |
| 14 | ПЗ   | Естебан Павес         | 1 травня 1990 (вік 29 років)     | 4    | 0    | Коло-Коло                  |
| 15 | ЗХ   | Жан Босежур           | 1 червня 1984 (вік 35 років)     | 101  | 6    | Універсідад де Чилі        |
| 16 | ПЗ   | Педро Пабло Ернандес  | 24 жовтня 1986 (вік 32 роки)     | 25   | 3    | Індепендьєнте (Авельянеда) |
| 17 | ЗХ   | Гарі Медель           | 3 серпня 1987 (вік 31 рік)       | 118  | 7    | Бешикташ                   |
| 18 | ЗХ   | Гонсало Хара          | 29 серпня 1985 (вік 33 роки)     | 112  | 3    | Естудьянтес (Ла-Плата)     |
| 19 | ПЗ   | Хосе Педро Фуенсаліда | 22 лютого 1985 (вік 34 роки)     | 47   | 3    | Універсідад Католіка       |
| 20 | ПЗ   | Чарлес Арангіс        | 17 квітня 1989 (вік 30 років)    | 69   | 7    | Баєр 04                    |
| 21 | НП   | Хуніор Фернандес      | 10 квітня 1988 (вік 31 рік)      | 16   | 0    | Аланіяспор                 |
| 22 | НП   | Анхело Сагаль         | 18 квітня 1993 (вік 26 років)    | 16   | 2    | Пачука                     |
| 23 | ВР   | Єрко Урра             | 9 липня 1996 (вік 22 роки)       | 0    | 0    | Уачіпато                   |

## Послання
Listas Oficiales de las 12 selecciones de la CONMEBOL Copa América - Brasil 2019  [Архівовано 20 січня 2020 у Wayback Machine.]